# Otto Pfister
Otto Pfister (Koln, 24 de novembro de 1937) é um ex-futebolista e atualmente treinador profissional alemão, foi atacante.

## Treinador

### Arábia Saudita
Pfister comandou a Seleção  Saudita de Futebol na Copa das Confederações de 1997.

## Títulos
Al-Merrikh
- Copa do Sudão: 2007

Nejmeh
- Premier League Libanesa: 2004–05
- Copa da Elite Libanesa: 2004, 2005
- Supercopa Libanesa: 2004

CS Sfax
- Copa da Liga Tunisiana: 2003

Zamalek
- Campeonato Egípcio: 2001-02
- Copa da Liga Egípcia: 2002